# إيبيك كارابينار
إيبيك كارابينار (بالتركية: İpek Karapınar)‏ ممثلة سينمائية وتلفزيونية ومسرحية تركية.
ولدت إيبيك في مدينة إسطنبول التركية في 20 آذار 1984، تخرجت من جامعة معمار سنان من كلية الفنون الجميلة قسم الموسيقى، وبدأت مسيرتها الفنية في عام 2007، واشتهرت بدورها في مسلسل الجسر. والان تمثل في مسلسل الملحمة

## من أعمالها
- تذكر يا عزيزي
- وادي الذئاب
- الجسور
- ورود الميتم /أزهار حزينة.
- الملحمة بدور الملكة تشولبان
- المؤسس عثمان بدور فريغ (شخصية خيالية)
- ملحمة الشجرة السوداء بدور كومرو